# Icosanoide

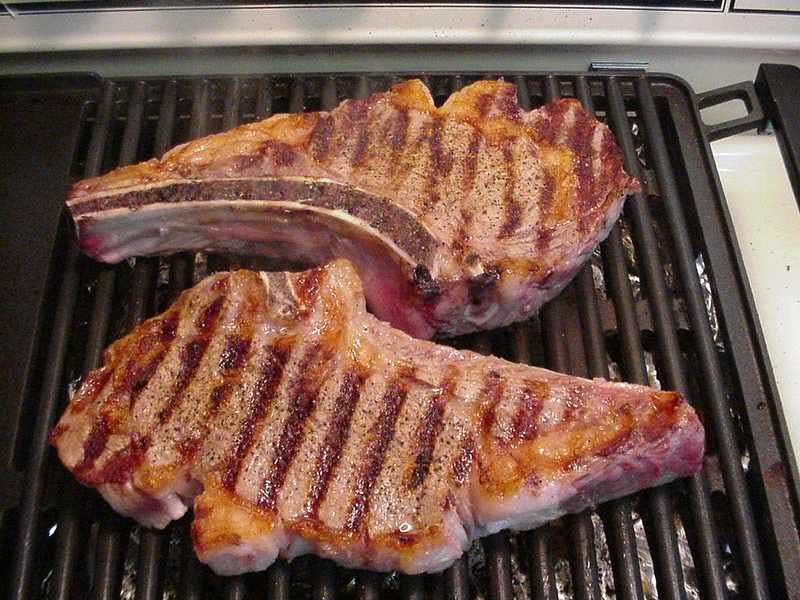
L'àcid araquidònic humà prové de fonts dietètiques animals: carns, ous, lactis, o bé sintetitzats de l'àcid linoleic.

En bioquímica, icosanoide és el nom general d'un grup de molècules de constitució lipídica obtingudes de l'oxigenació dels àcids grassos essencials de 20 carbonis tipus omega-3 i omega-6. Compleixen àmplies funcions com mediadors per al sistema nerviós central, la inflamació i la resposta immunitària tant de vertebrats com invertebrats. Tots els icosanoides són molècules de 20 àtoms de carboni i estan agrupats en prostaglandines, tromboxans, leucotriens, i certs hidroxiàcids precursors dels leucotriens. Constitueixen les molècules que intervenen en les xarxes de comunicació cel·lular més complexes de l'organisme animal, incloent l'ésser humà.

Estructura química de l'àcid araquidònic, del qual deriven la gran majoria dels icosanoides.

## Història
El terme va ser usat per primera vegada per E. J. Corey et al., el 1980 per anomenar un grup de molècules que procedien d'un àcid gras compost per 20 carbonis. Cinquanta anys abans, en 1930, el ginecòleg Raphael Kurzrok i el farmacòleg Charles Leib van descriure la prostaglandina com un component del semen (prosta de pròstata) capaç de fer contreure la musculatura llisa de l'úter. Entre 1929 i 1932, Burr i Burr van mostrar que eliminar els greixos de la dieta d'un animal suposa malalties de deficiència nutritiva, i van descriure per primera vegada el concepte d'àcids grassos essencials.
El 1935, Ulf von Euler va identificar la prostaglandina. En 1964 Sune Karl Bergström i Bengt Samuelsson van enllaçar les observacions prèvies al demostrar que els icosanoides «clàssics» derivaven de l'àcid araquidònic, que es considera un dels àcids grassos essencials i component dels fosfolípids de la membrana plasmàtica. El 1971, John Robert Vane va descriure que certes substàncies com l'aspirina exerceixen el seu efecte a través del bloqueig de la síntesi de prostaglandines, una de les agrupacions dels icosanoides. Von Euler va rebre el Premi Nobel de Fisiologia o Medicina en 1970, i posteriorment en 1982 el van rebre Samuelsson, Vane i Bergström. Elias James Corey va guanyar el Premi Nobel de Química en 1990 per la síntesi de les prostaglandines.

## Bioquímica
De cada tipus de molècula agrupada dintre dels icosanoides, deriven dues o tres molècules produïdes, bé sigui arran d'un àcid gras essencial tipus ω-3 o del tipus ω-6. Es notarà que les activitats metabòliques dels derivats d'icosanoides depèn de la seva estructura bioquímica i en general, la seva estructura individual explica els efectes orgànics de l'omega-3 i de l'omega-6.
| Prostaglandina E1                                                              | Tromboxà A2                                                            | Tromboxà A2                                          | Leucotriè B4.                                          |
| Prostaglandina E1. L'anell de cinc costats és característic de la seva classe. | Tromboxà A₂. Els oxígens s'han endinsat en l'anell.                    | Tromboxà A₂. Els oxígens s'han endinsat en l'anell.  | Leucotriè B₄. Presenta tres dobles enllaços conjugats. |
| Prostaciclina I2                                                               | Prostaciclina I2                                                       | Leucotriè E4                                         | Leucotriè E4                                           |
| Prostaciclina I₂. El segon anell el distingeix de les prostaglandines.         | Prostaciclina I₂. El segon anell el distingeix de les prostaglandines. | Leucotriè E₄, un exemple d'un leucotriè "cisteinil". | Leucotriè E₄, un exemple d'un leucotriè "cisteinil".   |

Els icosanoides són àcids carboxílics, fet del qual deriven les seves propietats metabòliques. Els derivats de l'omega-6 (ω-6), en general, tenen peculiaritats antiinflamatòries, no tant així els derivats de l'omega-3 (ω-3). Dels icosanoides, les prostaglandines i els tromboxans inclouen anells saturats i heterocíclics, mentre que els leucotriens i els hidroxiàcids són lineals (obertes de principi a fi de la seva cadena). Tots ells deriven de l'àcid araquidònic (AA), i són àcids grassos essencials. A més de l'àcid araquidònic, altres àcids grassos essencials també poden servir com precursors en la formació d'aquestes molècules, per exemple, l'àcid linoleic i l'àcid linolènic.
- Les prostaglandines tenen 20 àtoms de carboni, un grup d'àcid carboxílic i un anell de cinc carbonis com a part de la seva estructura. Totes les prostaglandines tenen un ciclopentà (un anell de cinc (penta) carbonis), excepte la prostaglandina I₂, que té un anell addicional.

- Els tromboxans són molècules cícliques (heterociclícliques) bé sigui de 6 carbonis o de 5 carbonis amb 1 oxigen, formant aquest últim un petit anell d'oxà —un anell que conté 5 àtoms de carboni i un àtom d'oxigen. Tenen estructures semblants a les prostaglandines i segueixen la mateixa nomenclatura. Consten d'un anell i dues cues. Es van trobar primerament en els trombòcits (plaquetes), d'allí el seu nom tromboxà.

- Els leucotriens són molècules lineals. Es van identificar en leucòcits i per això se'ls coneix com leucotriens. Encara que tenen quatre enllaços dobles, inicialment es pensava que tenien 3 dobles enllaços conjugats (d'allí trieno). La seva producció en el cos forma part d'una complexa seqüència metabòlica que inclou la producció d'histamina.

- L'àcid linoleic (un ω-6) té l'última insaturació a sis posicions del final i produeixen l'àcid araquidònic i poden formar directament la prostaglandina G₂ (pro-inflamatoris). La paraula linoleic ve de la planta lli i -oleic relacionat amb els olis oleics.

- L'àcid linolènic (un ω-3) té l'última insaturació a 3 posicions del final, impedint produir àcid araquidònic per si mateixos. Són capaços de produir la prostaglandina G₃ (atorgant-los propietats antiinflamatòries). A causa de la manca dels enzims que sintetitzen aquest àcid gras essencial, els humans no produïxen l'àcid linolènic i han d'obtenir-la en la dieta. El pes de proves científiques suggereixen que consumir una dieta rica en àcid linolènic (2-3 grams cada dia) és útil en la prevenció de cardiopaties isquèmiques.[10]

## Nomenclatura

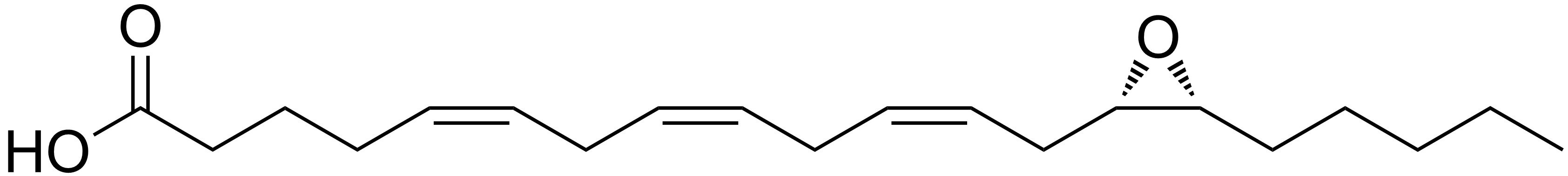
Estructura química de l'àcid 14,15-epoxieicosatrienoic, considerat un icosanoide.

Un «icosanoide» (eicosa-, grec: vint; vegeu icosaedre) és el terme general per a les molècules oxigenades derivades d'àcids grassos essencials de 20 carbonis: 
- Àcid eicosapentaenoic (EPA, per les seves sigles en anglès), és un ω-3 amb cinc enllaços dobles;
- Àcid araquidònic (AA), és un ω-6 amb quatre enllaços dobles;
- Àcid dihomo-γ-linolenic (DGLA), és un ω-6 amb tres enllaços dobles.

L'ús de la paraula es limita als leucotriens (LT) i a tres tipus de prostanoides: les prostaglandines (PG), prostaciclines (PGI) i tromboxans (TX). En alguns casos s'usa el terme per a incloure altres productes, incloent lipoxines, lipoxens, lipoxinoides, els variants de l'àcid epoxieicosatrienoic (EET) i hepoxilines.
Un icosanoide qualsevol es denota amb un abreujament de quatre caràcters, compost de: 
- Caràcter 1 i 2. Un abreujament de dues lletres del nom del compost (tromboxà = TX). Amb l'excepció de la prostaciclina, que va ser prèviament classificada amb tres lletres: PGI.
- Caràcter 3. Una lletra que denoti seqüència i no necessàriament relacionada amb el nom del compost,[13]
- Caràcter 4. Un subíndex que representa el nombre d'enllaços dobles en la molècula.

Per exemple:
- Derivats prostanoides de l'EPA tenen tres dobles enllaços, per exemple: PGG₃, PGH₃, PGI₃, TXA₃, mentre que els leucotriens en tenen cinc: LTB₅.
- Els prostanoides derivats de l'AA tenen dos enllaços dobles: PGG₂, PGH₂, PGI₂, TXA₂ mentre que els leucotriens en tenen quatre: LTB₄.
La PGF₂a/b es refereix a l'orientació dels hidroxils (-OH) en comparació amb l'anell: a = els hidroxils estan orientats cap al mateix costat; i b = cap costats oposats.

## Biosíntesis
L'oxidació catalítica d'àcids grassos és un requisit per a la producció d'icosanoides, i ocorre gràcies a dues famílies d'enzims: 
- Ciclooxigenasa (COX), tipus 1, 2 i 3; que comporten a la formació de prostanoides.[14]
- Lipoxigenasa, en les seves variades formes. La 5-lipoxigenasa (5-HO) genera leucotriens.[15]

| Icosanoides 'clàssics' | Altres molècules derivades d'àcids grassos essencials de 20 carbonis | Altres molècules derivades d'àcids grassos essencials de 20 carbonis                        |
| --- | --- | ------------------------------------------------------------------------------------------- |
| Els àcids grassos tenen dos destinacions icosanoides: - La via del 5-lipoxigenasa: - Leucotriens - Via de la ciclooxigenasa ("prostanoides"): - Prostaglandines - Prostaciclina - Tromboxans | Altres rutes oxidatives generen productes similars: - Via de la 12-lipoxigenasa: - Hepoxilines - Lipoxines - Via del citocrom p450: - Àcid epoxieicosatrienoic - Peroxidació per radicals lliures: - Isoprostà - Isofurans | També existeix l'adició per etanolamina o glicerol: - Anandamida i altres endocannabinoides |

El primer pas de la biosíntesi dels icosanoides ocorre quan la cèl·lula és activada per lesió cel·lular, citosines, factors de creixement o altres estímuls. La via és tan complexa que l'estímul pot ser un icosanoide produït per una cèl·lula veïna. Aquests estímuls provoquen l'alliberament de fosfolipasa a nivell de la membrana cel·lular, el qual viatja a la membrana del nucli cel·lular. Una vegada allí, aquest biocatalitzador, depenent de l'isotip, produeix la hidròlisi (1) de l'enllaç fosfodièster dels fosfolípids (per l'enzim fosfolipasa A₂) o (2) del diacilglicerol (per la fosfolipasa C). Aquestes interaccions alliberen de la membrana un àcid gras essencial de 20 carbonis. La hidròlisi dels fosfolípids sembla la reacció limitant, i per tant, la més regulada en la formació d'icosanoides.
Les cèl·lules que no posseeixin al seu citoplasma l'enzim fosfolipasa A2, en general són cèl·lules desproveïdes de síntesi d'icosanoides. És una fosfolipasa específica per a certs fosfolípids que continguin bé sigui AA, EPA o DGLA en una posició determinada de la molècula. La fosfolipasa citoplasmàtica és l'alliberadora de precursors del factor activador de plaquetes (PAF).

### Peroxidació lipídica i altres espècies d'oxigen reactiu
En el pas següent, els àcids grassos lliures de la membrana són oxigenats per qualsevol via reactiva de l'oxigen. Les vies icosanoides específiques són la via de la lipoxigenasa, ciclooxigenasa o O₂ (vegeu taula dalt). A pesar que l'àcid gras és simètric, els icosanoides que en resulten són composts quirals; el procés d'oxidació ocorre amb alta estereoespecificitat.
L'oxidació lipídica és una reacció potencialment perillosa per a la cèl·lula, en particular si ocorre prop del nucli. No obstant això, la cèl·lula està proveïda de mecanismes que prevenen oxidacions innecessàries. La ciclooxigenasa (CIX), les lipoxigenases i fosfolipases són enzims altament regulats, per exemple, existeixen ben bé vuit proteïnes activades per a coordinar la producció de leucotriens, algunes en múltiples conformacions.
L'oxidació tant per COX o lipoxigenasa allibera espècies d'oxigen reactiu (ROS: com ions d'oxigen), de fet els productes inicials dels icosanoides són també altament peroxidatius. El leucotrié LTA₂ pot formar aducctes amb teixit nuclear. Altres reaccions amb lipoxigenases generen lesió cel·lular: certs models amb múrids impliquen a la 15-lipoxigenasa en la patogènesi de l'ateroesclerosi.
L'oxidació en la producció d'icosanoides està compartimentada, limitant encara més la possibilitat de lesió per peròxids reactius. Els enzims biosintètics d'icosanoide (com la glutatió S-transferasa, l'epòxid hidrolasa i transportadores proteics) pertanyen a famílies les funcions de les quals estan involucrades en la desintoxicació cel·lular. Això suggereix que els senyals icosanoides pogueren evolucionar de la desintoxicació dels amenaçadors ROS.
D'alguna manera la cèl·lula troba avantatjós generar hidroperòxids lipídics prop del seu nucli. En aquest estat, les PG i LT poden enviar senyals intracel·lulars o bé regular la transcripció genètica d'ADN, mentre que LTB₄ és el lligand del receptor nuclear anomenat« receptor activat per la proliferació dels peroxisomes» (PPAR).